# East Hope
East Hope is een plaats (city) in de Amerikaanse staat Idaho, en valt bestuurlijk gezien onder Bonner County.

## Demografie
Bij de volkstelling in 2000 werd het aantal inwoners vastgesteld op 200.
In 2006 is het aantal inwoners door het United States Census Bureau geschat op 219, een stijging van 19 (9.5%).

## Geografie
Volgens het United States Census Bureau beslaat de plaats een oppervlakte van
1,5 km², waarvan 1,4 km² land en 0,1 km² water.

## Plaatsen in de nabije omgeving
De onderstaande figuur toont nabijgelegen plaatsen in een straal van 24 km rond East Hope.